# Центр досліджень та розробок медичних наук
Центр досліджень та розробок медичних наук (CIDICS) автономного університету штату Нуево-Леон — заклад, що надає суспільству академічну та науково-дослідницьку інфраструктуру в області охорони здоров'я, біомедицини і біотехнології.
Центр розташований в шестиповерховій споруді, площею 15 500 м2, на території медичного факультету UANL, на перехресті проспектів Хосе Елеутеріо Гонсалес і д-р Карлос Кансеко, в місті Монтерей, Нуево-Леон, Мексика.

## Історія
Будівництво центру було розпочато за пропозицією ректора доктора Іісуса Ансера Родрігеса та групи провідних працівників університету в грудні 2006 року. Відкриття CIDICS відбулося 29 вересня 2009 року. В церемонії відкриття центру брали участь губернатор штату Нуево-Леон, г-н Хосе Натівідад Гонсалес Парас, ректор UANL, інженер Хосе Антоніо Гонсалес Тревіньо (2003–2009).
CIDICS (раніше званий CIDCS), був задуманий як багатопрофільний центр і розвиває розробки в концепції об'єднання і підтримки досліджень факультетів UANL в області охорони здоров'я і медицини.
Науковий склад центру — провідні професора UANL, провідні працівники медичного факультету та університетського шпиталю, стоматологічного факультету, біологічного факультету, факультету ветеринарії і зоотехніки, факультету хімії, факультету охорони здоров'я та харчування, факультету психології, догляду за хворими, спортивної організації, а також університетського центру здоров'я і медичних служб університету.

## Організація
CIDICS працює як проста та ефективна адміністративно-організаційна структура, що дозволяє легко скоординувати ресурси з акцентом на людей і соціальні задачі закладу. Директор наукового центру — доктор Карлос Е. Медина-де-ла Гарса.
Лабораторії, що знаходяться в центрі, проводять наукові і технологічні дослідження, працюють над їх використанням для вирішення проблем охорони здоров'я на локальному, національному та інтернаціональному рівнях. Також однією з головних задач центру є інтеграція фундаментальних і клінічних знань охорони здоров'я, що дозволяє здійснити науково — інноваційний та конкурентоспроможний розвиток в північно-західному регіоні Мексики. Крім того, розвиток біотехнології приносить свій вклад в укріплення економіки, основаної на знаннях.

## Мета

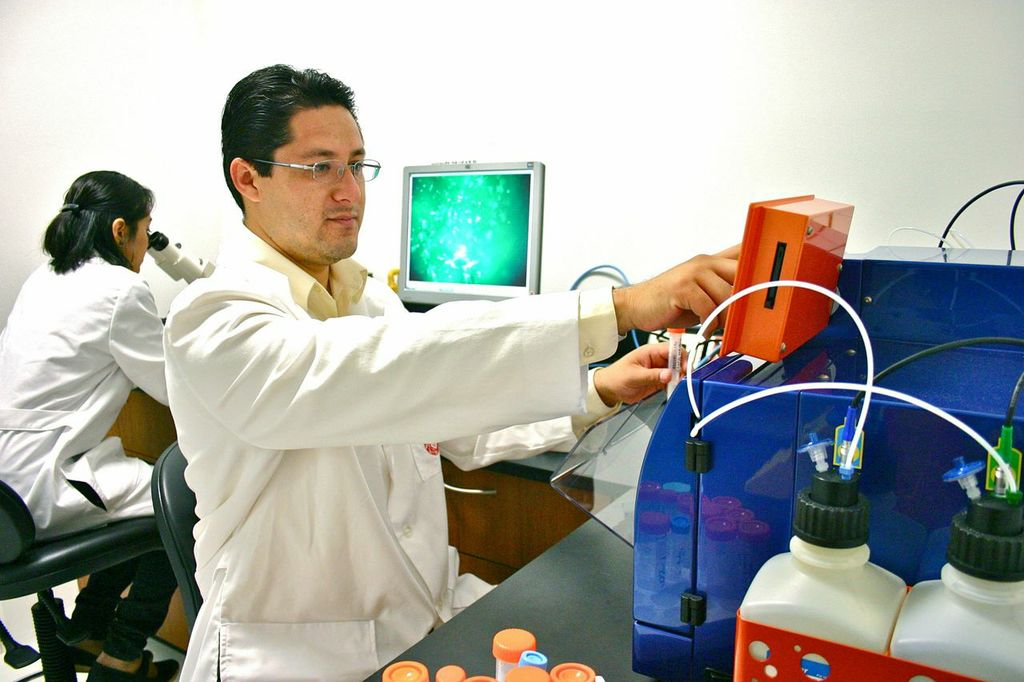
Лабораторія генної та клітинної терапії

Одна з найголовніших задач CIDICS — стати центром передового досвіду, центром, що задовольняє найвищі стандарти національної і міжнародної якості підготовки вчених і дослідників для генерації та розповсюдження знань і розвитку технологічних інновацій, згідно потреб глобалізації в рамках міжнародного співробітництва, щоб підтвердити науково-технічну якість автономного університету штату Нуево-Леон і позицію держави як лідера в області досліджень і розвитку в області охорони здоров'я.

## Стратегія

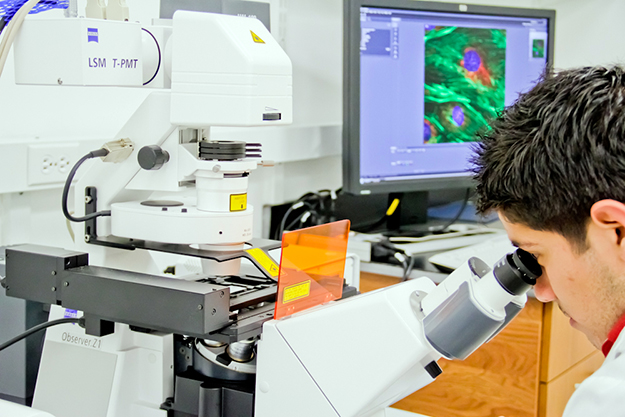
Біофотографування

CIDICS володіє передовими розробками виробництва, технології та інструментом для розуміння і визначення головних питань в клінічній і медичній практиці. Центр має широкий спектр дії, від охорони здоров'я, де проходить збір і аналіз даних для створення відповідної державної політики до високотехнологічних лабораторій, де геноміка і протеоміка сходяться і створюють доступ в персоналізовану медицину.
Тут проводять дослідження та післядипломну освіту багатопрофільні команди в співробітництві з іншими навчальними і науково-дослідницькими центрами, такими як UANL та інші університети.

## Інфраструктура
Головний офіс знаходиться в безперервній взаємодії з адміністративним (координує г-н Феліпе E. Гарса-Гарсія) і академічним керівництвом (координує Др. Дора E. Кортес Ернандес). Існують підрозділи з управління знаннями, зв'язками з громадськістю, інформаційні підрозділи та підрозділи зображень, офіси з біобезпеки і біоетики, техніки безпеки праці. Окрім цього, центр має такі робочі групи та лабораторії:
- Біоетики
- Біозображень
- Блок біологічних моделей
- Біобезпеки
- CIMAT (незалежний підрозділ біостатистики і математики, з CONACyT)
- Фармакологічних і клінічних досліджень
- Досліджень в комплексній стоматології
- Небезпечних мікроорганізмів
- Генної інженерії
- Психології
- Профілактики ВІЛу
- Імуномодуляторів
- Респіраторних інфекцій і грипу
- Управління знаннями
- Молекулярної біології, геноміки і секвестрування
- Неврологічних наук
- Досліджень в області охорони здоров'я
- Вакцинології
- Тканинної інженерії

Лабораторії та інфраструктура CIDICS:
- Команда піросеквестрування для порівняльних досліджень геномної гібридизації, а також мікрочипів.
- Протеоміка — платформа для вивчення білків.
- Новітнє обладнання для вирощування клітинного матеріалу і генної терапії.
- Повноцінна команда роботи для епідеміологічних досліджень і охорони здоров'я.
- Молекулярна діагностика інфекційних агентів, що викликають захворювання з оральним, повітряно-крапельним, статевим та іншими шляхами передачі.
- Команда для біоетики та біозахисту досліджень.
- Високотехнологічного місця, призначеного для належного використання біологічних моделей.
- Лабораторії для досліджень проблем порушення сну, психології, стресу та шкідливих звичок.

CIDICS має головний зал місткістю на 200 чол., а також конференц-зали для проведення академічних і наукових заходів (конференцій, симпозіумів, семінарів і т. д.).

## Інтернет сайти
http://cidics.uanl.mx/ [Архівовано 24 січня 2015 у Wayback Machine.]